# Mistrzostwa Świata w Łyżwiarstwie Szybkim w Wieloboju Kobiet 1936
1. mistrzostwa świata w łyżwiarstwie szybkim w wieloboju kobiet odbyły się w dniach 26–27 lutego 1936 roku w szwedzkim Sztokholmie. Łyżwiarki startowały na czterech dystansach: 500 m, 1000 m, 3000 m, 5000 m. Zwyciężczynią zostawała zawodniczka, która wygrała trzy z czterech dystansów lub uzyskała najniższą sumę punktów. Mistrzynią świata została Amerykanka – Kit Klein. Do biegu na 5000 m awansowało tylko dziesięć najlepszych łyżwiarek po trzech dystansach.

## Wyniki zawodów
| Poz. | Zawodniczka     | Państwo           | 500 m       | 3000 m        | 1000 m      | 5000 m         | Pkt     |
| ---- | --------------- | ----------------- | ----------- | ------------- | ----------- | -------------- | ------- |
|      | Kit Klein       | Stany Zjednoczone | 53,3 (1)    | 6.12,0 (1) WR | 1.55,2 (3)  | 10.18,0 (2)    | 234,700 |
|      | Verné Lesche    | Finlandia         | 55,2 (4)    | 6.12,5 (2)    | 1.53,6 (1)  | 10.15,3 (1) WR | 235,613 |
|      | Synnøve Lie     | Norwegia          | 55,2 (4)    | 6.22,3 (5)    | 1.54,6 (2)  | 10.31,6 (4)    | 239,377 |
| 4    | Minako Taki     | Japonia           | 54,0 (2)    | 6.22,9 (6)    | 1.58,3 (6)  | 10.44,2 (6)    | 241,387 |
| 5    | Taeko Kitani    | Japonia           | 58,2 (12)   | 6.17,8 (3)    | 1.57,0 (5)  | 10.20,3 (3)    | 241,697 |
| 6    | Hattie Briggs   | Kanada            | 56,0 (7)    | 6.33,7 (7)    | 2.01,4 (10) | 10.56,8 (7)    | 247,997 |
| 7    | Ella Berntsen   | Norwegia          | 57,5 (10)   | 6.40,5 (9)    | 2.01,0 (9)  | 11.04,8 (8)    | 251,230 |
| 8    | Yasuko Kawanami | Japonia           | 1.00,4 (14) | 6.35,4 (8)    | 2.03,4 (12) | 10.20,3 (3)    | 252,210 |
| 9    | Trudy Rogger    | Szwajcaria        | 1.01,6 (15) | 6.43,8 (10)   | 2.06,7 (14) | 11.04,3 (9)    | 258,980 |
| NU   | Undis Blikken   | Norwegia          | 56,1 (8)    | 6.18,8 (4)    | 1.56,0 (4)  | NU             | 177,233 |
| NS   | Jane Bjerke     | Norwegia          | 54,8 (3)    | 6.47,9 (12)   | 1.58,7 (7)  |                | 182,133 |
| NS   | Liisa Salmi     | Finlandia         | 55,7 (6)    | 6.46,2 (11)   | 2.00,5 (8)  |                | 183,650 |
| NS   | Lissa Bengtsson | Szwecja           | 56,4 (9)    | 7.08,7 (14)   | 2.02,0 (11) |                | 188,850 |
| NS   | Gladys Ferguson | Kanada            | 57,6 (11)   | 6.54,4(13)    | 2.05,3 (13) |                | 189,317 |
| NS   | Chōkō Yanase    | Japonia           | 1.00,0 (13) | 8.04,6 (15)   | 2.15,4 (15) |                | 208,467 |

Legenda:

NU – nie ukończyła

NS – nie została sklasyfikowana

## Medale za dystanse
| Dystans |              |              |              |
| ------- | ------------ | ------------ | ------------ |
| 500 m   | Kit Klein    | Minako Taki  | Jane Bjerke  |
| 3000 m  | Kit Klein    | Verné Lesche | Taeko Kitani |
| 1000 m  | Verné Lesche | Synnøve Lie  | Kit Klein    |
| 5000 m  | Verné Lesche | Kit Klein    | Taeko Kitani |